# Paracoccus eastopi
Paracoccus eastopi är en insektsart som beskrevs av Williams 1970. Paracoccus eastopi ingår i släktet Paracoccus och familjen ullsköldlöss.
Artens utbredningsområde är Nigeria. Inga underarter finns listade i Catalogue of Life.